# Georg von Hantelmann
Georg von Hantelmann  (* 9. Oktober 1898 in Rokietnice/Rokietnica, Provinz Posen; † 7. September 1924 in Charcice, Kreis Birnbaum) war Offizier der Fliegertruppe und erzielte 25 bestätigte Abschüsse im Ersten Weltkrieg.

## Familie
Georg wurde als Sohn des Rittergutsbesitzers Otto von Hantelmann (1870–1944) und dessen Ehefrau Luise Freiin von Massenbach (1876–1943) geboren.
Am 8. Oktober 1922 heiratete er in der Garnisonkirche in Potsdam Elisabeth Gräfin Finck von Finckenstein (1904–1981), Tochter des Bernhard Graf Finck von Finckenstein (1868–1913, Madlitzer Zweig der Familie) und dessen Frau Agneta geb. von Ramdohr (1875–1919). Ihr Sohn Wolf-Dietrich von Hantelmann kam 1923 zur Welt, dessen Spur sich im Frühjahr 1945 an der Ostfront verliert.

## Leben
Ursprünglich wollte er Landwirt werden und besuchte in Posen und Ilfeld a.H. die Schule. Der Erste Weltkrieg verhinderte jedoch den Abschluss, sodass er am 2. Februar 1916 beim Heer eintrat. Am 15. Juni 1917 wurde er Leutnant beim Braunschweiger Husaren-Regiment Nr. 17.
Am 10. September 1917 meldete er sich zur Fliegertruppe. Seine Ausbildung zum Flugzeugführer erfolgte in der Fliegerschule Hagenau im Elsass und bei der Flieger-Ersatz-Abteilung (FEA) 9 in Darmstadt. Im Januar 1918 wurde er als Jagdflieger abkommandiert. Vom 28. Januar bis 5. Februar 1918 besuchte Hantelmann die Jagdschule I in Valenciennes und trat am 6. Februar 1918 in die Jasta 15 ein, die ab März 1918 Leutnant Josef Veltjens führte. Dort gehörte er mit Olivier von Beaulieu-Marconnay und Hugo Schaefer zu den unzertrennlichen Drei. Das Wappen des Braunschweiger Husaren-Regiment Nr. 17 war der Totenkopf mit den gekreuzten Knochen. Dieses Wappen trug er auch groß auf seinem Flugzeug. Von 6. Juni 1918 bis Kriegsende schoss er insgesamt 25 Gegner ab. Manche Quellen sprechen von 28 Luftsiegen. Besonders bemerkenswert bei seinen Abschüssen war die Tatsache, dass er innerhalb von nur 7 Tagen im September 1918  drei bekannte gegnerische Jagdfliegerasse abschoss. Die Amerikaner David Putnam, Joseph Wehner und das fünfterfolgreichste französische Jagdfliegerass Maurice Boyau. Er kämpfte u. a. in der Durchbruchsschlacht bei Montdidier, dann an der Aisne und zuletzt bei Verdun gegen die Amerikaner, wo das Jagdgeschwader II unter Freiherrn von Bönigk eingesetzt worden war.
Am 30. Oktober 1918 nach dem 25. Abschuss wurde er zum Orden Pour le Mérite vorgeschlagen, erhielt die Auszeichnung aber wegen des Ausbruchs der Revolution nicht mehr.

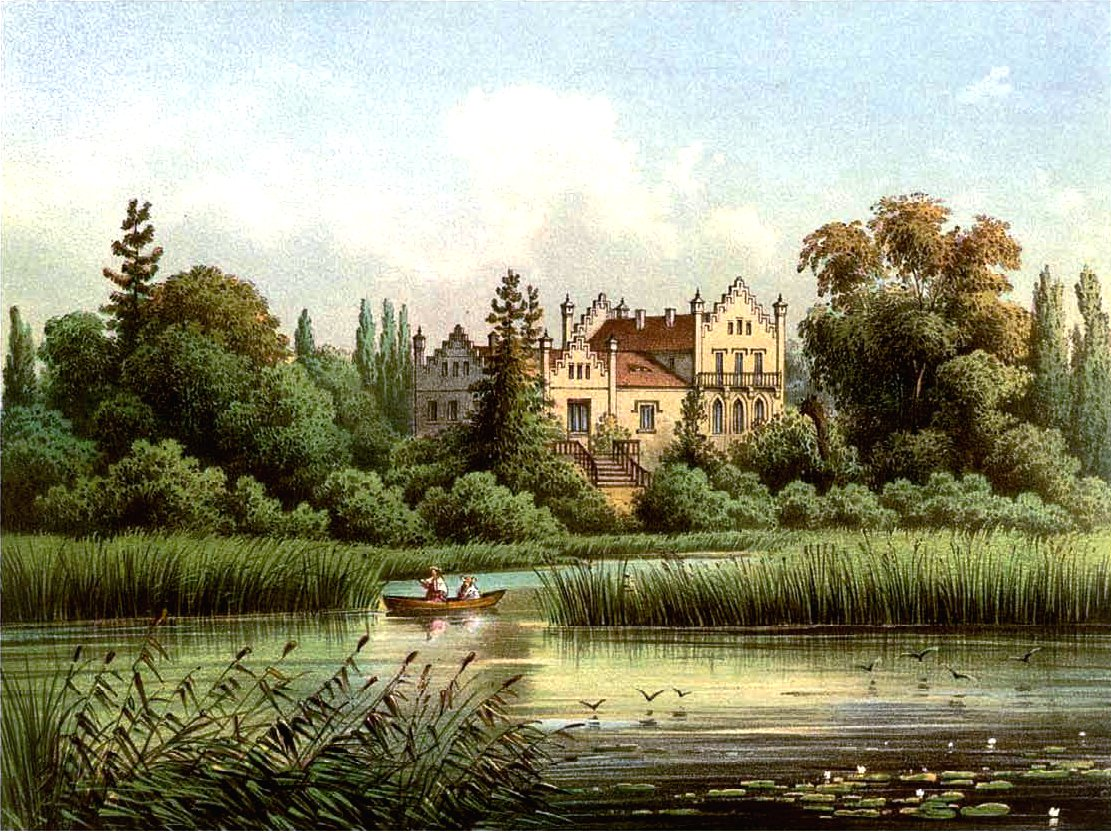
Rittergut Charcice um 1860, Sammlung Alexander Duncker

## Tod
Nach dem Krieg übernahm Georg von Hantelmann die Leitung des Rittergutes der Familie in Charcic, Provinz Posen, und wurde dort am 7. September 1924 nach offizieller Darstellung der polnischen Behörden von Wilderern erschossen. Charcic lag in jenem Teil der Provinz Posen, der nach den Versailler Verträgen zu polnischem Staatsgebiet erklärt worden war. Georg von Hantelmann setzte sich sehr für die Rechte der deutschen Minderheit ein, so dass sein Mord vielfach als ein politisch motiviertes Attentat dargestellt wurde. Seine schwangere Frau überlebte das Attentat, verlor darauf jedoch ihr ungeborenes zweites Kind.

## Auszeichnungen
- Preußisches Militär-Flugzeugführer-Abzeichen
- Eisernes Kreuz II. und I. Klasse
- Ritterkreuz des Königlichen Hausordens von Hohenzollern mit Schwertern